# Kryptoportikus von Reims

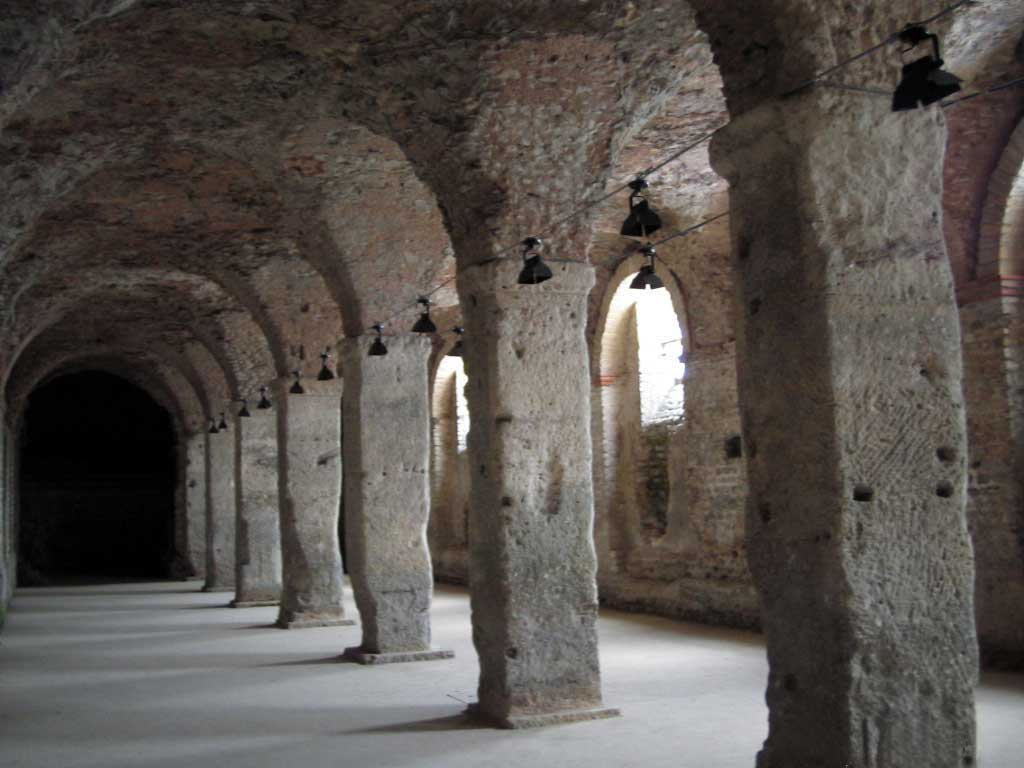
Kryptoportikus von Reims

Der Kryptoportikus von Reims stammt aus dem 3. Jahrhundert und war ein Teil des römischen Forums in Reims, das er unterstützen sollte.
Es handelt sich um einen teilweise unterirdischen und korridorartigen Raum. In dem Horreum wurde auch Getreide im unterirdischen Bereich gelagert, um es vor Licht und Wärme zu schützen. Gleichzeitig war er auch als Promenade verwendbar, wenn es draußen zu warm war. Dieser Kryptoportikus ist einer der wenigen erhaltenen Kryptoportiken der Welt. Ein Museum vor Ort informiert über die Ausgrabungen.
Ein weiterer bedeutender Kryptoportikus gehört zur Heiltherme des antiken Kurorts Allianoi.